# NGC 4307
NGC 4307 (другие обозначения — UGC 7431, MCG 2-32-12A, ZWG 70.29, VCC 524, IRAS12195+0919, PGC 40033) — спиральная галактика (Sb) в созвездии Девы, наблюдаемая почти в профиль.
Этот объект входит в число перечисленных в оригинальной редакции «Нового общего каталога».
В галактике наблюдается дефицит нейтрального водорода (H I). Визуально видна несимметричность диска. Эти явления могли бы быть объяснены гравитационным взаимодействием с другими галактиками, однако у NGC 4307 не наблюдается характерных для гравитационных взаимодействий хвостов и мостов из газа, что может означать, что подобные взаимодействия не происходили в недавнее время.
7 марта 2019 года в галактике была обнаружена вспышка сверхновой неизвестного типа.